# Alexandra Tydings
Alexandra Tydings (ur. 15 grudnia 1972 w Waszyngtonie) – amerykańska aktorka, reżyserka, scenarzystka, producentka i aktywistka, najbardziej znana z roli greckiej bogini Afrodyty w serialach Hercules: The Legendary Journeys i Xena: Wojownicza księżniczka.
Alexandra Tydings ma cztery siostry i jednego brata. Jest córką byłego senatora Stanów Zjednoczonych, Maryland, Josepha Tydingsa oraz wnuczką byłego senatora Maryland, Millarda Tydingsa. Jej mężem jest Ben Luzzato. Jest absolwentką Uniwersytetu Browna.

## Filmografia
- (2018) What Death Leaves Behind jako dr Kathleen Brady
- (2004) Walking on Sunshine
- (2002) Prawo ulicy (serial 2002 – 2008) jako redaktorka działu kultury
- (2000) Sheena (serial 2000 – 2002) jako Elena
- (1999) Dodge's City jako Cricket
- (1996) Dogonić słońce jako Victoria Reynolds
- (1995) Herkules (serial 1995 – 2001) jako Afrodyta
- (1995) Zaginiony (serial 1995 – ) jako Tina
- (1995) Xena: Wojownicza księżniczka (serial 1995 – 2001) jako Afrodyta / Crabella
- (1994) Ich pięcioro (serial 1994−2000) jako Kerry
- (1993) Angst jako Rebeliantka
- (1993) Alice jako Alice
- (1992) Pamiętnik Czerwonego Pantofelka (serial 1992 – 1990) jako Cecelia / Lynn